# Eggen, Sveti Urban
Eggen je naselje v Občini Sveti Urban v Okraju Trg na Koroškem v Avstriji.